# 石勒苏益格-荷尔斯泰因的玛丽·路易丝公主
玛丽·路易丝公主（英語：Princess Marie Louise of Schleswig-Holstein；1872年8月12日—1956年12月8日），石勒苏益格-荷尔斯泰因公主、英国公主、曾经的安哈特的阿尔伯特王妃。全名弗朗齐斯卡·约瑟法·路易丝·奥古斯塔·玛丽·克里斯蒂娜·海伦娜（Franziska Josepha Louise Augusta Marie Christina Helena）。
英國海伦娜公主及石勒苏益格-荷尔斯泰因的克里斯蒂安王子之女，维多利亚女王的外孫女。在一战时期与姐姐海伦娜·维多利亚放弃德国头衔，并改为玛丽·路易丝公主殿下的称号。

## 早年

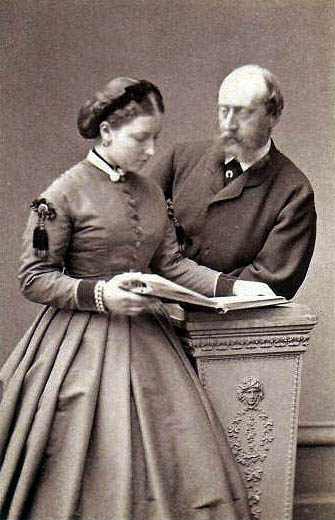
瑪麗·路易絲公主的父母

玛丽·路易丝公主出生於在温莎大公园的坎伯兰小屋。為什勒斯維希-霍爾斯坦-森訥堡-奧古斯滕堡家族成員，海伦娜公主（維多利亞女王及阿爾伯特親王三女）及石勒苏益格-荷尔斯泰因的克里斯蒂安王子（路易絲·索菲·丹尼斯基爾德-薩姆索及克里斯蒂安·奧古斯特二世三子）之女。克里斯蒂安·維克托王子、阿尔伯特王子及海伦娜·维多利亚之妹。瑪麗·路易絲公主於1872年9月18日受洗。其教父母為奧地利皇帝弗朗茨·約瑟夫一世及漢諾威王后薩克森-阿爾滕堡的瑪麗。
他的父母居住在英國，因此瑪麗·路易絲公主被視為英國王室成員。根據1866年的皇室专利证书，玛丽·路易丝公主获得了（His Highness）的头衔。瑪麗·路易絲公主在當時被稱為石勒苏益格-荷尔斯泰因的玛丽·路易丝公主殿下（Her Highness Princess Marie Louise of Schleswig-Holstein），雖然僅限英國。家裡人親切的稱呼她為路怡（Louie）。
1885年，瑪麗·路易絲公主在姨妈比阿特丽斯公主与巴腾堡的海因裡希王子的婚礼上擔任伴娘。

## 婚姻
1891年7月6日，玛丽·路易丝公主与安哈特的阿尔伯特在聖喬治禮拜堂结婚，两人并没有任何的子嗣。1900年12月13日，安哈尔特的弗雷德里希一世宣布两人的婚姻无效。当时对加拿大进行正式访问的玛丽·路易丝公主立即返回英国。根据她的回忆录，她认为自己的婚姻誓言具有约束力，因此她从未再婚。然而，她的回忆录确实表明了她对婚姻经历的愤怒和对她前夫的明显厌恶。
尽管当代消息来源并未直接表明这是他婚姻破裂的原因，但据传安哈特的阿尔伯特是双性恋或同性恋。两人在离婚后，并没有再婚。

## 中年

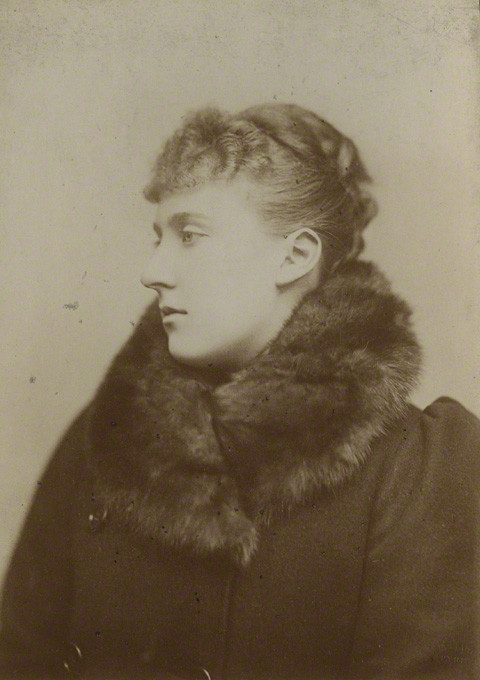
1890年代的瑪麗·路易絲公主

離婚後，瑪麗·路易絲公主致力於對慈善組織及藝術的贊助。她啟發了玛丽皇后玩偶之家的创作，以展示英国工匠的作品。她在伯蒙西建立了女子俱乐部，该俱乐部在第一次世界大战期间用作医院。她还积极参与温莎基督教公主疗养院的工作。她参加了王室的所有正式场合，包括加冕礼和葬礼，并在乔治六世加冕礼和伊丽莎白二世加冕禮上作為的皇室公主參加马车游行等活動。
1917年7月，当乔治五世将英国王室的名称从萨克森-科堡-哥达王朝改为温莎王朝时，他还命令他众多的英国臣民堂兄弟和姻亲停止使用他们的德语头衔、风格和姓氏。瑪麗·路易絲公主和她未婚的姐姐海伦娜·维多利亚公主从未使用过其他头衔或姓氏, 被简单地称为瑪麗·路易絲公主殿下(HH Princess Marie Louise)和海伦娜·维多利亚公主殿下(HH Princess Helena Victoria)，赋予她们作为公主但显然不是任何特定皇室成员的奇怪区别。这种方法不同于乔治五世的其他亲属所接受的方法，后者放弃了所有王子头衔，而不仅仅是他们的德国称号，而反过来又从国王那里获得了英国贵族头衔。她们的公主称号是从她们的父亲那里继承来的，她们并不是正式的英国公主。然而，他们的未婚身份和被称为殿下的权利k及维多利亚女王1867年的让步使他们的处境变得尴尬，因此更容易让他们保留公主身份，同时完全避免直系亲属的问题。

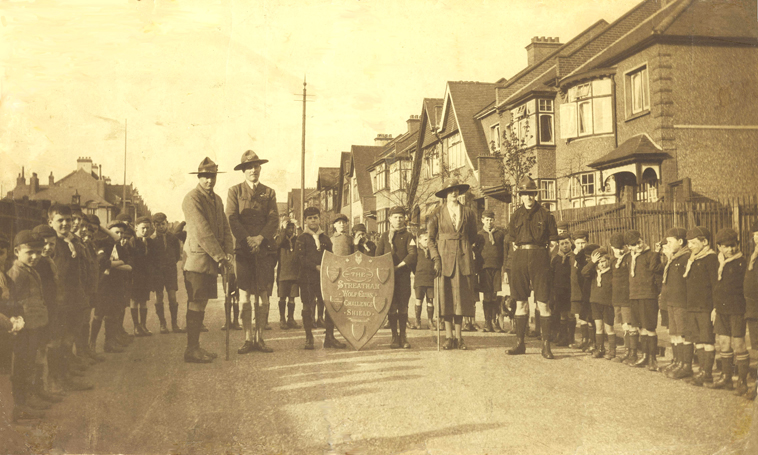
1919年，瑪麗·路易絲及童軍團

1919年，来自第4斯特里汉姆童军团的小狼群在访问伦敦南部斯特里汉姆时遇到了瑪麗·路易絲公主。该组织为她访问斯特里汉姆提供了仪仗队。该团体及其高标准给她留下了深刻的印象，她宣布该团体为她自己的团体，此后该团体被称为第4斯特里汉姆海上童军团（玛丽·路易斯公主所属）。

## 晚年及死亡
瑪麗·路易絲公主在1944年成为格洛斯特的理查德王子的教母。年轻的伊丽莎白公主称她为“路易表親” ，并与姐姐海伦娜·维多利亚公主一起参加了她的婚礼。她参加了在威斯敏斯特教堂举行的四次加冕礼，即1902年爱德华七世国王和亚历山德拉王后的加冕礼；1911 年乔治五世国王和玛丽王后的加冕禮；1937 年乔治六世国王和伊丽莎白王后的加冕禮；1953年伊丽莎白二世的加冕禮。1956 年，她出版了回忆录《我对六次统治的回忆》。 几个月后的 1956 年 12 月 8 日，她在伦敦的家中去世，伯克利广场菲茨莫里斯广场10号。瑪麗·路易絲公主先於1956年12月14日葬在聖喬治禮拜堂，後遷葬至浮若閣摩爾皇家墓園。
與阿斯隆伯爵夫人愛麗絲公主、康諾的帕特麗西婭公主及薩克森-科堡-哥達的貝阿特麗絲公主一樣，瑪麗·路易絲公主一生也經歷了六位英國君主。
公主遗产的遗嘱认证于1957年3月12日授予，价值107,644英镑（按2022年汇率计算为180万英镑）。

## 头衔、称号及纹章

玛丽·路易丝公主的皇家花押字

因1866年的皇室专利证书，玛丽·路易丝公主获得了（His Highness）的头衔。
- 1872年08月12日-1891年07月06日：石勒苏益格-荷尔斯泰因的玛丽·路易丝公主殿下
- 1891年07月06日-1900年12月13日：安哈尔特的阿尔伯特王妃殿下[8]
- 1900年12月13日-1917年07月14日：石勒苏益格-荷尔斯泰因的玛丽·路易丝公主殿下[9]
- 1917年07月14日-1956年12月08日：玛丽·路易丝公主殿下

1917年6月，法院通告中出现了一条通知，称乔治五世将准备一份皇家授权令，免除他的堂表兄弟姐妹们使用其头衔中的“石勒苏益格-荷尔斯泰因-森訥堡-奧古斯滕堡”部分。然而皇室授权令并没有发出，玛丽·路易丝公主及海伦娜·维多利亚公主也没有获得大不列颠及爱尔兰或联合王国公主殿下的称号。

### 纹章
- 石勒苏益格-荷尔斯泰因家族的盾徽，玛丽·路易丝所使用的纹章

## 资料来源
- Ronald Allison and Sarah Riddell, eds., The Royal Encyclopedia (London: Macmillan, 1992).
- Marlene A. Eilers, Queen Victoria's Descendants (New York: Atlantic International Publishing, 1987).
- Princess Marie Louise (née Princess of Schleswig-Holstein-Sonderburg-Augustenberg), My Memories of Six Reigns (London: Evans Brothers, 1956).
- "Obituary: Princess Marie Louise, Patron of Social Services," The Times 10 December 1956, p. 14.